# Man Overboard (Man Overboard)
Man Overboard è il secondo album in studio del gruppo musicale pop punk statunitense Man Overboard, pubblicato il 27 settembre 2011 dalla Rise Records.

## Tracce
1. Rare – 3:04
2. Teleport – 2:46
3. Voted Most Likely – 2:52
4. Dead End Dreams – 3:12
5. Something's Weird – 2:24
6. Punishment – 2:53
7. Not the First – 2:50
8. Headstone – 2:18
9. Spunn – 2:30
10. Picture Perfect – 3:04
11. Night Feelings – 3:24
12. Atlas – 2:35

Versione Deluxe
1. Love Your Friends, Die Laughing – 2:21
2. Real Talk (Live) – 1:42
3. Not the First (Live) – 2:37
4. Dear You (Live) – 2:46
5. Atlas (Live) – 2:09

## Formazione
- Nik Bruzzese – basso, voce
- Zac Eisenstein – chitarra, voce
- Justin Collier – chitarra
- Mike Hrycenko – batteria